# Hendrik Willem Bakhuis Roozeboom
Hendrik Willem Bakhuis Roozeboom (Alkmaar, 24 ottobre 1854 – Amsterdam, 8 febbraio 1907) è stato un chimico olandese.
Deve la sua reputazione al suo lavoro scientifico sulla Regola delle fasi in Chimica fisica.
H. W. Bakhuis Roozeboom (in origine "Bakhuys Roozeboom") nacque ad Alkmaar nei Paesi Bassi. Difficoltà finanziarie non gli permisero dapprima di ottenere una educazione universitaria formale, ed abbandonò gli studi per lavorare in una fabbrica chimica per un periodo. Tuttavia con il supporto del suo mentore, J. M. van Bemmelen, divenne successivamente un assistente all'Università di Leida nel 1878, fatto che gli permise di concludere la sua educazione accademica. Nel 1881 divenne un insegnante ad una scuola femminile, e nel 1884 ottenne il dottorato. Johannes Diderik van der Waals lo introdusse allo studio teorico di Willard Gibbs sulla Regola delle fasi che fino ad allora non aveva avuto verifica sperimentale, iniziando così  una carriera nello studio degli equilibri di fase. Nel 1896, divenne professore di chimica ad Amsterdam, dove morì nel 1907.
Il suo lavoro fu in termodinamica, nel quale studiò l'equilibrio nei sistemi multi-fase. Le basi teoriche erano state poste da J. Willard Gibbs con la sua Regola delle fasi, ma Roozeboom dimostrò il modo ed il vantaggio concreto dell'utilizzo di questo approccio. Roozeboom è ricordato per l'introduzione del Diagramma di fase nello studio dei metalli Lega (metallurgia), avendo migliorato l'originario diagramma di equilibrio Diagramma ferro-carbonio  di William Chandler Roberts-Austen.